# Iepenschaduwplatvoetje
Het iepenschaduwplatvoetje (Platycheirus splendidus) is een vliegensoort uit de familie van de zweefvliegen (Syrphidae). De wetenschappelijke naam van de soort is voor het eerst geldig gepubliceerd in 1998 door Rotheray.